# Alicja Bień
Alicja Monika Bień (ur. 16 stycznia 1971 w Łodzi) – polska prawnik, konsul honorowy Francji w Łodzi.

## Życiorys
Ukończyła studia na kierunku prawo na Wydziale Prawa i Administracji Uniwersytetu Łódzkiego. W 1993 roku, po rocznym pobycie w Grenoble we Francji, zdobyła Dyplom Prawa Francuskiego Uniwersytetu Pierre Mendes France Grenoble II. 
W latach 1994–1995 ukończyła Studia Podyplomowe Prawa Europejskiego zakończone certyfikatem Uniwersytetu Łódzkiego i Uniwersytetu w Utrechcie, a następnie w roku 2003 półroczne studia w zakresie Funduszy Europejskich.
W 1997 roku odbyła staż w Europejskim Trybunale Praw Człowieka, później zaś roczny kurs dla adwokatów reprezentujących strony przed tym Trybunałem. W roku 1999 przebywała na stażu w Kancelarii Adwokackiej w Belgii.
W 2001 roku ukończyła aplikację adwokacką i została wpisana na listę adwokatów przy Okręgowej Radzie Adwokackiej w Łodzi. Od tego czasu prowadzi własną praktykę adwokacką. W latach 2003–2005 ukończyła Podyplomowe Studia Prawa Francuskiego w Szkole Prawa Francuskiego na Uniwersytecie Łódzkim i Uniwersytecie w Tours. 
Od roku 2001 jest członkiem Polskiej Izby Przemysłowo-Handlowej we Francji z siedzibą w Paryżu, zaś od 2009 roku jej przedstawicielem. W grudniu 2019 roku została wybrana Członkiem Zarządu Izby.
W latach 2008–2011 pełniła rolę Zastępcy Rzecznika Dyscyplinarnego przy Sądzie Dyscyplinarnym Okręgowej Rady Adwokackiej w Łodzi, a w latach 2010–2013 była członkiem Komisji ds. Szkolenia Aplikantów w Izbie Łódzkiej.
Od stycznia 2012 roku pełni funkcję konsula honorowego Francji w Łodzi.
Od czerwca 2018 roku jest sekretarzem generalnym polskiej sekcji Stowarzyszenia Henri Capitant. 

## Odznaczenia
W marcu 2015 roku została uhonorowana tytułem Absolwent VIP Uniwersytetu Łódzkiego.
W dniu 12 maja 2016 roku z rąk Ambasadora Francji otrzymała Insygnia Kawalera orderu Legii Honorowej.
W dniu 21 maja 2016 roku otrzymała odznaczenie „Adwokatura Zasłużonym” wręczone przez Prezesa Naczelnej Rady Adwokackiej, Andrzeja Zwarę.
W listopadzie 2017 roku otrzymała odznakę Zasłużony dla Politechniki Łódzkiej. W czerwcu 2023 została medalem Stowarzyszenia Henri Capitant oraz medalem 600-lecia Łodzi.